# Glittertind (Band)
Glittertind ist ein norwegisches Musikprojekt, welches Elemente von Metal, Punk und Folk verwendet und sich textlich mit der nordischen Geschichte, den lokalen Traditionen, Naturverbundenheit und Ásatrú auseinandersetzt. Gelegentlich wird das Projekt aufgrund der Zusammenhänge von Musik und Texten den Genres des Vikingrock oder des Folk Metal zugeordnet.

## Geschichte

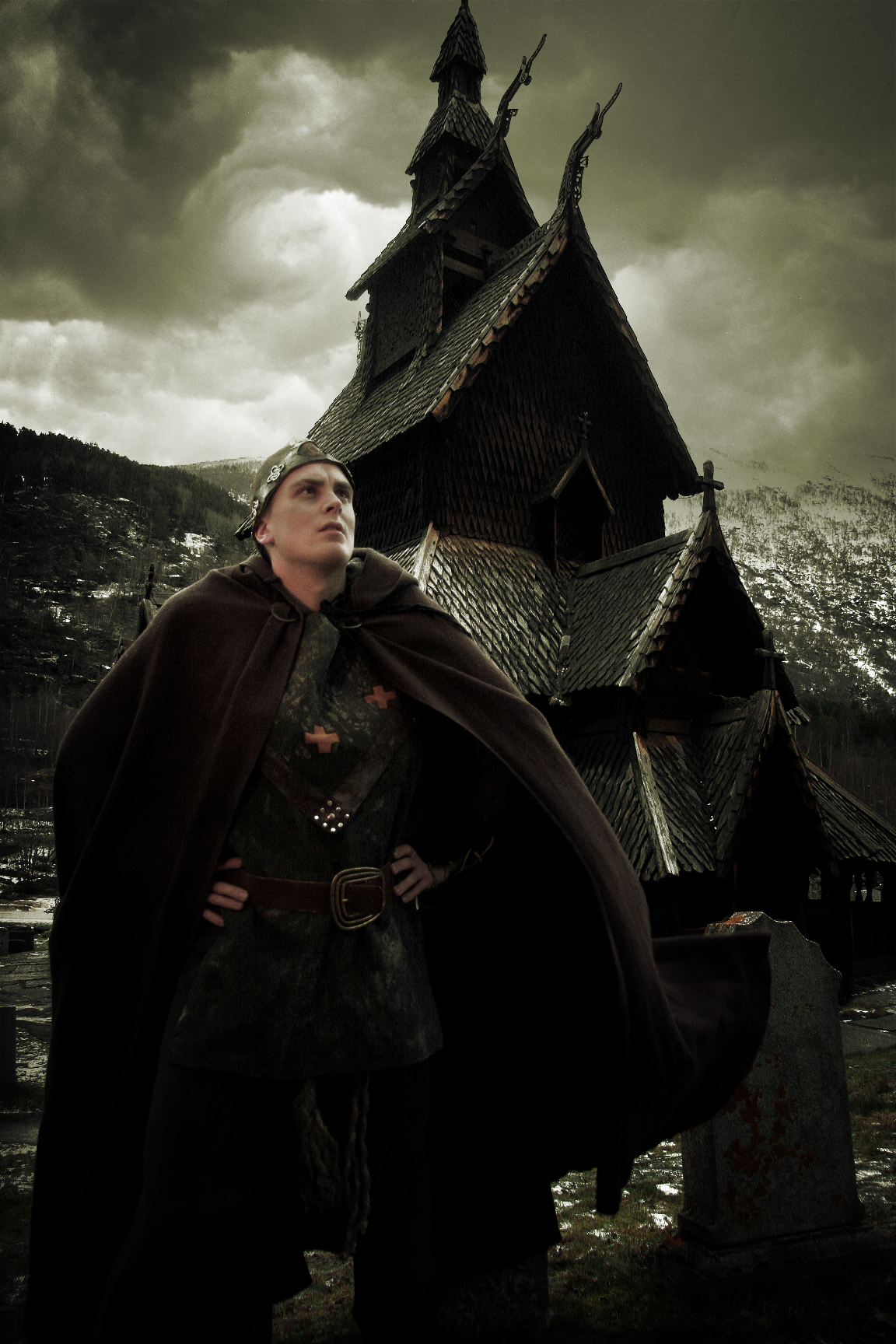
Torbjørn Sandvik – Stabkirche Borgund 2009

Begründer des Projekts ist der 1985 geborene Torbjørn Sandvik. Der Name Glittertind stammt vom zweithöchsten Berg in der Gebirgskette von Jotunheimen in Norwegen. Sandvik empfand nach eigenen Angaben diesen Namen als sehr passend, weil dieser Teil des Landes als das „Herz von Norwegen“ bezeichnet wird.
Nachdem Sandvik bereits ein paar Demos produziert hatte, darunter das im Jahr 2002 über Ultima Thule Records veröffentlichte Demoalbum Mellom Bakkar Og Berg, nahm im Jahr 2004 das Independent-Label Karmageddon Media das Projekt für den europaweiten Vertrieb unter Vertrag. Am 23. August 2004 wurden unter dem Titel „Evige Asatro“ ein Album veröffentlicht, dessen Lieder Neuaufnahmen eines gleichnamigen Demos aus dem Jahr 2003 darstellten. Das Album erhielt von Fachpresse und Webzines eher zwiespältige Kritiken. Beispielsweise bezeichnete die deutsche Zeitschrift Rock Hard die Musik als „penetrant“ und „plakativ“, während das Online-Magazin metal.de das Album als „Ein Stück Geschichte“ lobte. Das Album enthält neben Eigenkompositionen auch Interpretationen klassischer norwegischer Stücke und Hymnen, wie Sønner av Norge oder Norges Skaal.
Am 18. April 2005 erschien „Til Dovre faller“, eine 7-Track-EP, die den norwegischen Freiheitskämpfern und der hundertjährigen Unabhängigkeit des Landes gewidmet ist. Wie beim Vorgängerwerk wurde das Artwork für diese Veröffentlichung von Samuli „Skrymer“ Ponsimaa gezeichnet, der auch bei seiner Hauptband Finntroll für Zeichnungen und Ähnliches verantwortlich ist.
Nach längerer Schaffenspause erschien am 29. Mai 2009 das Album Landkjenning, welches sich stilistisch in den Bereich Folk Rock und Folk Metal einordnen lässt. 2010 entwickelte sich Glittertind zu einer vollständigen Band, die neben Sandvik aus den Musikern Stefan Theofilakis (Flöte, Gesang), Geir Holm (Schlagzeug), Bjørn Nordstoga (Bass), Olav Aasbø (Gitarre, Gesang) und Geirmund Simonsen besteht.

## Diskografie

### Alben
- Mellom Bakkar Og Berg (Demoalbum, 2002)
- Evige Asatro (Demo, 2003)
- Evige Asatro (Neuaufnahme, 2004)
- Til Dovre Faller (MCD, 2005)
- Landkjenning (Album, 2009)
- Djevelsvart (Album, 2013)
- Blåne For Blåne (Album, 2015)
- Himmelfall (Album, 2017)